# Віндем (Західна Австралія)
Віндем (англ. Wyndham) — місто в Австралії. Підпорядковується регіону Кімберлі у складі штату Західна Австралія.

## Географія
Віндем розташований на північний захід від Кунунурри на річці Кінг неподалік від її гирла у затоці Жозеф-Бонапарт.

### Клімат
Містечко знаходиться у зоні, котра характеризується кліматом помірних степів та напівпустель. Найтепліший місяць — листопад із середньою температурою 31.7 °C (89 °F). Найхолодніший місяць — липень, із середньою температурою 23.9 °С (75 °F).
| Клімат Віндема          | Клімат Віндема | Клімат Віндема | Клімат Віндема | Клімат Віндема | Клімат Віндема | Клімат Віндема | Клімат Віндема | Клімат Віндема | Клімат Віндема | Клімат Віндема | Клімат Віндема | Клімат Віндема | Клімат Віндема |
| Показник                | Січ.           | Лют.           | Бер.           | Квіт.          | Трав.          | Черв.          | Лип.           | Серп.          | Вер.           | Жовт.          | Лист.          | Груд.          | Рік            |
| Абсолютний максимум, °C | 44             | 42             | 41             | 40             | 37             | 36             | 35             | 37             | 40             | 43             | 44             | 43             | 44             |
| Середній максимум, °C   | 35             | 35             | 35             | 35             | 32             | 30             | 29             | 31             | 34             | 36             | 36             | 36             | 33             |
| Середня температура, °C | 30             | 30             | 30             | 30             | 27             | 25             | 23             | 26             | 28             | 31             | 31             | 31             | 28             |
| Середній мінімум, °C    | 26             | 26             | 26             | 25             | 22             | 20             | 18             | 21             | 23             | 26             | 27             | 27             | 24             |
| Абсолютний мінімум, °C  | 19             | 17             | 19             | 17             | 12             | 12             | 10             | 13             | 15             | 20             | 20             | 20             | 10             |
| Норма опадів, мм        | 180            | 150            | 110            | 20             | 0              | 0              | 0              | 0              | 0              | 10             | 50             | 100            | 650            |
| Вологість повітря, %    | 61             | 62             | 57             | 42             | 40             | 40             | 38             | 41             | 43             | 50             | 53             | 54             | 48             |
| ----------------------- | -------------- | -------------- | -------------- | -------------- | -------------- | -------------- | -------------- | -------------- | -------------- | -------------- | -------------- | -------------- | -------------- |
| Джерело: Weatherbase    |                |                |                |                |                |                |                |                |                |                |                |                |                |